# 營溪 (亞利桑那州)
營溪（英語：Camp Creek）是位於美國亞利桑那州馬里科帕縣的一個非建制地區。該地的面積和人口皆未知。

## 地理
營溪的座標為33°54′42″N 111°49′01″W / 33.91167°N 111.81694°W，而該地的平均海拔高度為1034米（即3392英尺）。